# Photon mapping
En imagerie numérique, le photon mapping ou placage de photons est un algorithme d'illumination globale fondé sur le lancer de rayon (ray tracing) utilisé pour simuler l'interaction de la lumière avec différents objets de manière réaliste. Plus précisément, il est capable de simuler la réfraction de la lumière à travers une substance transparente, comme l'eau ou le verre, les inter-réflections diffuses entre objets éclairés, et certains effets volumiques produits par des milieux comme le brouillard ou la fumée. Il a été développé par Henrik Wann Jensen.
Pour représenter la réfraction de la lumière à travers un milieu transparent, les effets désirés sont appelés caustiques. Les caustiques sont un motif de lumière concentré sur une surface après que le chemin original des rayons lumineux a été altéré par une surface intermédiaire. 